# Alternative Press Music Awards
Gli Alternative Press Music Awards sono stati una manifestazione annuale organizzata dalla rivista musicale statunitense Alternative Press.
Durante la manifestazione venivano premiati gli artisti più votati online, nelle varie categorie proposte, dai lettori della rivista, attraverso il sito ufficiale di quest'ultima.

## Storia
Il 24 aprile 2014 Alternative Press annuncia l'organizzazione di una manifestazione per il riconoscimento e la premiazione di vari artisti, nominati in 15 diverse categorie, che si sarebbe tenuta nel "Hall of Fame Museum" a Cleveland, Ohio.
La prima edizione della manifestazione è stata presentata da Mark Hoppus, bassista e cantante della band Blink-182.
Durante lo spettacolo si sono esibiti dal vivo vari artisti, tra i quali: The Misfits, All Time Low, Sleeping with Sirens, Twenty One Pilots, Issues e molti altri.
La seconda edizione della manifestazione si è svolta alla "Quicken Loans Arena", sempre a Cleveland, ed è stata presentata da Alex Gaskarth e Jack Barakat degli All Time Low.
Durante lo spettacolo si sono esibiti dal vivo vari artisti, tra i quali: All Time Low, Rob Zombie, Black Veil Brides, Pierce the Veil, PVRIS, Halestorm, Corey Taylor degli Slipknot e degli Stone Sour, Sum 41, Simple Plan, Panic! at the Disco, Weezer, Tyler Carter degli Issues, Taking Back Sunday, Motionless in White, New Found Glory, Hayley Williams dei Paramore, DMC, Mike Herrera dei MxPx e altri.
Entrambe le prime due edizioni sono state trasmesse dal vivo dalla rete americana "AXS TV" e dalla Idobi Radio.
L'edizione del 2015 è stata inoltre trasmessa a livello globale in streaming dal vivo attraverso il canale YouTube di Alternative Press.
Nel 2018 l'organizzatore ha annunciato che non si sarebbero più svolti.

## Vincitori

### 2017
Lista dei premi e dei vincitori:
- Best Vocalist: Lynn Gunn dei PVRIS
- Best Guitarist: Jordan Buckley degli Everytime I Die
- Best Drummer: Frank Zummo dei Sum 41
- Best Bassist: “Fieldy” Arvizu dei Korn
- Best Hard Rock Artist: The Pretty Reckless
- Best New Artist Music Video: Voldemort dei With Confidence
- Best Music Video: Losing Myself degli State Champs
- Best Underground Band: Silent Planet
- Best Breakthrough Band: Waterparks
- Most Dedicated Fanbase: Twenty One Pilots
- Song of the Year: We Don’t Have To Dance di Andy Black
- Best Live Band: Falling in Reverse
- Artist of the Year: Panic! at the Disco
- Album of the Year: Misadventures dei Pierce the Veil

### 2016
Lista dei premi e dei vincitori:
- Best Vocalist: Patrick Stump dei Fall Out Boy
- Best Live Band: Neck Deep
- Breakthrough Band: State Champs
- Artist Philanthropic Award: Jake Luhrs degli August Burns Red (Heartsupport)
- Vans "Off The Wall" Award: Yellowcard
- Best Guitarist: Jack Flower degli Sleeping with Sirens
- Best Bassist: Skyler Acord degli Issues
- Best Drummer: Christian Coma dei Black Veil Brides
- Best International Band: You Me At Six
- Best Underground Band: Too Close to Touch
- Most Dedicated Fanbase: The Ghost Inside
- Best Music Video: Emperor's New Clothes dei Panic! at the Disco
- Artist of the Year: Twenty One Pilots
- Icon Award: Marilyn Manson
- Song of the Year: Hallelujah dei Panic! at the Disco
- Classic Album Award: The Young and the Hopeless dei Good Charlotte

### 2015
Lista dei premi e dei vincitori:
- Best Vocalist: Hayley Williams dei Paramore
- Best International Band: The 1975
- Icon Award: X
- Vanguard Award: Rob Zombie
- Best Bassist: Zack Merrick degli All Time Low
- Artistic Philatophric: Taking Back Sunday (per il progetto/associazione American Cancer Society)
- Best Live Band: A Day to Remember
- Best Drummer: Rian Dawson degli All Time Low
- Best Fandom: 5 Seconds of Summer
- Best Music Video: Drown dei Bring Me the Horizon
- Song of the Year: Kick Me degli Sleeping with Sirens
- Best Underground Band: Being as an Ocean
- Most Dedicated Fans: "Hustlers" (fandom degli All Time Low)
- Best Guitarist: Tony Perry dei Pierce the Veil
- Breakthrough Band: PVRIS
- Artist of the Year: Issues
- Album of the Year: Black Veil Brides dei Black Veil Brides

### 2014
Lista dei premi e dei vincitori:
- Vanguard Award: Billy Corgan degli Smashing Pumpkins
- Icon Award: Joan Jett & The Blackhearts
- Guitar Legend Award: Slash
- Band of the Year: Fall Out Boy
- Album of the Year: Sempiternal dei Bring Me the Horizon
- Song of the Year: A Love Like War (feat. Vic Fuentes) degli All Time Low
- Best International Band: Bring Me the Horizon
- Breakthrough Artist: Crown the Empire
- Best Live Band: Pierce the Veil
- Most Dedicated Fans: Black Veil Brides
- Philanthropy Award: All Time Low (per il progetto/associazione "Skate4Cancer")
- Best Vocalist: Brendon Urie dei Panic! at the Disco
- Best Bassist: Jaime Preciado dei Pierce the Veil
- Best Drummer: Mike Fuentes dei Pierce the Veil
- Best Guitarist: Phil Manansala degli Of Mice & Men